# نیکولا لونتسر
نیکولا لونتسر (انگلیسی: Nikola Lončar؛ زادهٔ ۳۱ مهٔ ۱۹۷۲) بازیکن بسکتبال اهل یوگسلاوی است.
از باشگاه‌هایی که در آن بازی کرده‌است می‌توان به باشگاه بسکتبال پارتیزان، المپیا میلان، و باشگاه بسکتبال رئال مادرید اشاره کرد.
وی در مسابقات کشوری و بین‌المللی در مجموع برندهٔ ۲ مدال طلا، ۲ مدال نقره، ۱ مدال برنز شده‌است.